# Національно-визвольний рух
Націона́льно-визво́льний рух:
- Будь-який суспільно-політичний рух, учасниками якого є представники певної етнічної спільності (племені, народності, нації), з метою визволення своєї країни від чужоземного панування.
- У вузькому розумінні масові рухи Нового та Новітнього часів проти іншого національного панування, що розгортаються під чіткими національними гаслами та мають на меті об'єднання в єдину національну державу всіх етнічних територій свого народу.

Західноєвропейські й американські автори замість терміна «національно-визвольний рух» іноді використовують терміни «націоналізм» або «націоналістичний рух».